# 贾云标
贾云标（1912年12月16日—2009年9月5日），男，直隶（今河北）磁县人，中华人民共和国政治人物。

## 生平
贾云标是河北省磁县城南关人。就读于磁县师范学校，后弃笔从戎，担任冀豫边区农联主席、太行区党委直属科科长等职。1949年，任平原省新乡市委书记。1953年，任华北行政委员会统计局副局长，国家统计局办公室主任。1955年，任国务院城市建设部规划设计局局长。1958年，任山西省政府计委、建委副主任。1964年，任山西省人民委员会副省长兼经委主任。1970年，任山西省计委副主任；1975年，任山西省委工交建政治部、省革委工交建办公室副主任。1977年，任山西省副省长。